# (31090) 1997 BJ5
1997 بي جاي 5 (ويعرف أيضًا باسم (31090) 1997 بي جاي 5 وفق تسمية الكوكب الصغير) (بالإنجليزية: 1997 BJ5)‏ هو كويكب ضمن حزام الكويكبات؛ وترتيبه 31090 من حيث الاكتشاف.
اكتُشف هذا الجُرم الفلكي بواسطة سبيس واتش في 31 يناير 1997.

## وصلات خارجية
- (31090) 1997 BJ5 في قاعدة بيانات مختبر الدفع النفاث لأجرام النظام الشمسي الصغيرة

- الاكتشاف · مخطط المدار ·  العناصر المدارية · المعلمات المادية

- (31090) 1997 BJ5 على موقع ويكي سكاي: DSS2, SDSS, GALEX, IRAS, Hydrogen α, X-Ray, Astrophoto, Sky Map, Articles and images